# Pierre Ouin
Pour les articles homonymes, voir Ouin.
Pierre Ouin est un auteur de bande dessinée français né le 31 mars 1960 et mort le 10 novembre 2015.

## Biographie
Faisant partie du mouvement punk de la bande dessinée, il crée en 1977 avec Benoît Baume (alias Benito) le fanzine Crapaud baveux qui s'intitule ensuite Krapaud Baveux, puis Krapö et enfin Krapö ?. Max les rejoint. Le fanzine publie Mezzo à partir de 1977 (sous son vrai nom de Mesenburg) et, au gré des 9 numéros parus jusqu'en septembre 1979, Ben Radis, Marc Bati, Imagex, Liberatore. Le périodique est inspiré du punk : récits violents et sordides, qui s'accompagnent d'un goût pour les happenings « choc », notamment au festival d'Angoulême en 1978.[réf. souhaitée]
À partir de 1982, il intègre Métal Hurlant, où il crée Artie et Cob avec sa compagne Martine Rosier et participe activement à la vie du journal et à ses émanations, Rigolo ! (animé par Philippe Manœuvre) et Métal (Hurlant) Aventure[réf. souhaitée] (dirigé par Jean-Luc Fromental). Il est présent jusqu'à la fin du magazine Métal Hurlant en juillet 1987.[réf. souhaitée]
En 1987, il signe la pochette de l'album Téquila du groupe de rock les Rats.
À partir de 1989, on le retrouve régulièrement au sommaire du Psikopat de Paul Carali. Il participe à de nombreuses revues de l'underground français comme Viper, Le Lynx, Chacal puant et Flag. Il participe aussi au journal ASUD (Auto-support parmi les usagers de drogues).
Il a également lettré plusieurs ouvrages (pour les éditions Çà et là) et illustré régulièrement les jeux de Picsou Magazine et Mickey Parade. Il travaille aussi pour Fleurus à partir de 1991.
Son personnage fétiche, Bloodi, est un punk toxicomane qui vit avec Riquette, une rate.

## Ouvrages
- Artie et Cob se les prennent tous, scénario de Marine Rosier, Les Humanoïdes associés, coll. « H. Humour Humanoïde », 1983,  (ISBN 2-7316-0211-2).
- Pat Couille et les Plumwaukuus, Les Humanoïdes Associés, coll. « Humour », 1986,  (ISBN 2-7316-0414-X).
- Fuck, fly and bomb, avec Max, Futuropolis, coll. « X », 1988,  (ISBN 2-7376-5490-4) (BNF 34873596).
- Suck Korea suck, avec Max, Futuropolis, coll. « X », 1988,  (ISBN 2-7376-5696-6).
- Bloodi
  1. Trouve pas l'égout, Les Humanoïdes Associés, coll. « Pied Jaloux », 1983,  (ISBN 2-7316-0261-9).
  2. Bloodi et les rongeurs, Les Humanoïdes Associés, coll. « H. Humour Humanoïde », 1985.  (ISBN 2-7316-0372-0)
  3. C'est les rats !, Éditions du Zébu, 1992.  (ISBN 2-908860-04-X)
  4. Les Rats passent !, Éditions du Zébu, 1995  (ISBN 2-908861-26-7)
  5. La Ratte qui s'délatte, Le Lézard, 2000.  (ISBN 2-910718-26-3)
  6. Bloodi en shorts... stories, Éditions du Taupinambour, 2010.
- Les Rongeurs et Trouve pas l'égout ont été reliés en intégrale chez Tête Rock Underground en 1998.  (ISBN 2-911215-03-6)